# Цата
Ца́та (др.-рус. цѧта — «мелкая монета»; от лат. centus) — элемент в форме перевёрнутого полумесяца, иногда с фигурно вырезанным краем, расположенный в нижней части православного креста, также часть оклада, древнерусское золотое или серебряное украшение иконы.
Прикрепляется к окладу так, что ложится под ликом на грудь святого — обычно крепится своими краями к внутреннему нижнему краю венца. Мог быть с узором (тисненым, чеканным, филигранным), камнями в кастах и т. п. Отличительная черта украшения окладов образов Святой Троицы, Иисуса Христа, Богоматери и некоторых святых: Иоанна Крестителя, Николая Мирликийского и Сергия Радонежского. Символизирует чин Царства и первосвященства.
Происходит от шейной гривны. Многие цаты — образцы ювелирного искусства.